# Chrysiptera taupou
Chrysiptera taupou es una especie de peces de la familia Pomacentridae en el orden de los Perciformes.

## Morfología
Los machos pueden llegar alcanzar los 8 cm de longitud total.

## Hábitat
Es un pez de mar.

## Distribución geográfica
Se encuentra desde el Mar del Coral (incluyendo el norte de la Gran Barrera de Coral) hasta Samoa.